# Peter Chebet Kiprono
Peter Chebet Kiprono (24 juni 1974) is een Keniaanse langeafstandsloper, die gespecialiseerd is in de marathon.

## Loopbaan
Tot zijn beste prestaties behoort het behalen van een vierde plaats bij de Chicago Marathon in 2003. Hier hield hij $ 37.500 aan prijzengeld aan over.

## Palmares

### 10 km
- 2005: 5e Giro Media Blenio in Dongio - 29.26,4

### 10 Eng. mijl
- 2002: 18e Dam tot Damloop - 48.41

### halve marathon
- 2001:  halve marathon van Naaldwijk - 1:06.39

### marathon
- 1999:  marathon van San Sebastian - 2:12.04
- 2000: 14e marathon van San Sebastian - 2:28.04
- 2002: 4e marathon van Milaan - 2:09.22
- 2003:  marathon van San Diego - 2:09.40
- 2003: 4e marathon van Chicago - 2:08.43
- 2003: 4e marathon van Kisumu - 2:19.24
- 2004: 98e marathon van Nairobi - 2:28.40
- 2005: 4e marathon van Parijs - 2:10.10
- 2006:  marathon van Wenen - 2:08.56
- 2006:  marathon van Bangkok - 2:28.11
- 2013: 13e marathon van Xiamen - 2:19.28
- 2014: 5e marathon van Dallas - 2:30.37